# Caiçara (Paraíba)
Caiçara este un oraș în Paraíba (PB), Brazilia.